# Władcy Longobardów
Chronologiczna lista władców longobardzkich

## Przed podbojem Italii

### Władcy legendarni
- Agelmund
- Lamissio
- Ibor i Agio, bracia rządzący razem z matką Gambarą (dowodzili opuszczeniem Skandynawii)
- Agilmund, syn Agiona
- Laiamicho

### Dynasia Letingów
- Lethu
- Hildehok
- Gudehok
- Klaffo (478 – 490)
- Tato (490 – 510)
- Wacho (510 – 540)
- Waltari (540 – 545)

### Dynastia Gausów
- Audoin (545 – 560)
- Alboin (560 – 572)

## Królowie Longobardów

### Dynastia Gausów
- Alboin (568 – 572)

### Dynastia Beleos
- Klef (572 – 574)

Rządy książąt – okres bezkrólewia trwający w latach 574-584
- Autaris (584 – 590)

### Dynastia bez nazwy
- Agilulf (590 – 615)

- Adaloald (615 – 626)

### Władcy bez dynastii
- Arioald (626 – 636)

### Dynastia Aiodi
- Rotari (636 – 652)
- Rodoald (652 – 653)

### Dynastia bawarska
- Aripert I (653 – 661)
- Godepert i Perktarit (661 – 662)

### Dynastia z Benewentu
- Grimoald (662 – 671)
- Garibald (671)

### Dynastia bawarska
- Perktarit (671 – 688 ponownie)
- Kuninkpert (688 – 700)
- Alahis (689)
- Liutpert (700)
  - Ansprand (regent: 700-701)
- Raginpert (701)
- Aripert II (701 – 712)

### Władcy bez dynastii
- Ansprand (712)
- Liutprand (712 – 744)
- Hildeprand (744)
- Ratchis (744 – 749)
- Aistulf (749 – 756)
- Ratchis (756 – 757)
- Dezyderiusz (757 – 774) 
  - Adelchis (koregent: 759 – 774)

774 – państwo Longobardów podbił Karol Wielki i koronował się na króla Longobardów. Na początku IX wieku zamiast tytułu rex Langobardorum zaczęto używać tytułu rex Italiae (patrz dalej Królowie Włoch)